# Oh Ha-young
Oh Ha-young (hangul: 오하영; nascida em 19 de julho de 1996), mais frequentemente creditada apenas como Hayoung (hangul: 하영), é uma cantora e atriz sul-coreana. Realizou sua estreia no cenário musical em março de 2011 como membro do grupo feminino Apink. Iniciou sua carreira de atriz através de uma participação na série de televisão Please Find Her.

## Biografia
Hayoung nasceu no dia 16 de julho de 1996 em Seul, Coreia do Sul. Durante os dias escolares, ela frequentou a escola Shinwol Middle School de Yangcheon District, onde se formou em 2012 e School of Performing Arts Seoul, onde se formou em 2015. Durante sua sétima série, ela fez uma audição para Cube Entertainment, onde mais tarde ela se tornou estagiária. Hayoung decidiu não continuar a faculdade depois do ensino médio para se concentrar nas promoções do Apink.

## Carreira
Hayoung foi introduzida como a terceira integrante do Apink. Em abril de 2011, ela estreou com o Apink no programa musical M! Countdown, performance os singles I Do Not Know e Wishlist, ambas incluídas no extended play de estreia do grupo, Seven Springs of Apink. Em 2015, Hayoung escreveu a canção What Boy Wants, incluída no segundo álbum de estúdio do Apink, Pink Memory.
Em 2014, Hayoung apareceu em alguns episódios do programa de variedades Weekly Idol, juntamente com a colega de grupo Bomi. Em agosto de 2015, foi confirmado que Hayoung se tornaria co-MC oficial do programa, junto com Mina e N. Em 2016, ela se juntou ao elenco para a edição feminina do reality show da SBS, Law of the Jungle que ocorreu nas selvas de Papua Nova Guiné.
Em novembro de 2016, revelou-se que Hayoung faria sua estreia como atriz no drama da web Brother Jeongnam, que seria exibido no KBS2 e KBS World, cujo título mais tarde foi alterado para Find Her. Os episódios foram exibidos em 1 de março de 2017 como dois episódios de 60 minutos.

### Outros trabalhos
Em 2013, Hayoung interpretou a personagem principal no videoclipe para 1440 de Huh Gak. Ela foi a cantora feminina principal no single Frozen de Shin Bo-ra, juntamente com CNU do B1A4, que foi personagem principal masculino. Em juljo de 2014, ela apareceu no videoclipe The Best Thing I Did de Jiggy Dog.

## Filmografia

### Dramas
| Ano  | Título   | Papel       | Emissora        |
| ---- | -------- | ----------- | --------------- |
| 2017 | Find Her | Go Ha-young | KBS2, KBS World |

### Show de variedades deReality shows
| Ano       | Título              | Emissora    | Notas                                                       |
| --------- | ------------------- | ----------- | ----------------------------------------------------------- |
| 2015–2016 | Weekly Idol         | MBC Every 1 | Co-MC com Mina do AOA e N                                   |
| 2016      | Law of the Jungle   | SBS         | Cast (Episodes 212–216)                                     |
| 2017      | King of Mask Singer | MBC         | Concorrente como "Help Me Popeye, Olive Girl" (Episode 119) |